# Igor Milicić junior
Igor Milicić junior (ur. 27 sierpnia 2002) – polski koszykarz chorwackiego pochodzenia, reprezentant kraju.
21 lutego 2021 roku zadebiutował w reprezentacji Polski, wygranym w meczu z Rumunią, w tym meczu zdobył 2 punkty.
Igor Milicić jr podpisał tzw. wystawową umowę z klubem NBA Philadelphia 76ers. Umowa obowiązuje na okres przygotowawczy i daje możliwość gry w Lidze Letniej NBA.
Milicić urodził się w chorwackim Rovinj, ale wychowywał się w Polsce. Jego ojcem jest były koszykarz, a obecnie trener Igor Milicić.

## Statystyki[9]
| Sezon     | Drużyna              | M  | S5 | MPG  | FG%   | 3P%   | FT%   | RPG | APG | SPG | BPG | PPG  |
| --------- | -------------------- | -- | -- | ---- | ----- | ----- | ----- | --- | --- | --- | --- | ---- |
| 2021-2022 | Virginia Cavaliers   | 16 | 0  | 6,3  | 37,9% | 36,4% | 50%   | 0,9 | 0,2 | 0,3 | 0,3 | 2,1  |
| 2022-2023 | Charlotte 49ers      | 35 | 22 | 21,3 | 47,6% | 33,6% | 77,5% | 4,1 | 0,6 | 0,6 | 0,5 | 7,7  |
| 2023-2024 | Charlotte 49ers      | 31 | 30 | 32,2 | 48,7% | 37,6% | 81,8% | 8,5 | 1,7 | 0,7 | 1,1 | 12,8 |
| 2024-2025 | Tennessee Volunteers | 37 | 37 | 25,5 | 47,2% | 31,4% | 73,5% | 6,7 | 1,9 | 0,7 | 0,7 | 9,4  |